# 프랭크 엘리스
프랭크 엘리스(Frank Ellis, 1897년 2월 26일 ~ 1969년 2월 23일)는 미국의 배우이다.
오클라호마주에서 태어났으며 로스앤젤레스에서 사망하였다.

## 영화
- 스타더스트 (2007년)
- 닥터스 (2000년)
- 도둑과 아내 (1988년)
- 더 빌 (1984년)